# Irving Langmuir

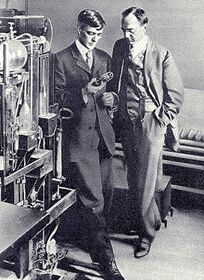
Irving Langmuir och Willis Rodney Whitney

Irving Langmuir, född 31 januari 1881 i Brooklyn, New York, död 16 augusti 1957 i Woods Hole, Barnstable County, Massachusetts, var en amerikansk kemist och fysiker.

## Biografi
Langmuir blev 1906 filosofie doktor i Göttingen. Han var anställd hos General Electric mellan 1909 och 1950 och gjorde där flera framsteg inom fysik och kemi. Han uppfann den gasfyllda glödlampan, vätesvetsningstekniken och tilldelades Nobelpriset i kemi 1932 för sitt arbete inom ytkemin.
Langmuir invaldes 1937 som utländsk ledamot nummer 780 av Kungliga Vetenskapsakademien. Han tilldelades Willard Gibbs-priset 1930.

## Vetenskapligt arbete
Langmuirs första bidrag till vetenskapen kom genom hans studier av glödlampor (som var en fortsättning på hans doktorsavhandling). Hans förbättring av vakuumtekniken ledde till uppfinningen av radioröret. Ett år senare upptäckte han och hans kollega Lewi Tonks att livslängden hos volfram-glödtråden ökade stort då lampan fylldes med en ädelgas, såsom argon. Denna upptäckt är mycket viktig för den moderna glödlampan.